# Amazonemuggenvanger
De amazonemuggenvanger (Polioptila plumbea) is een zangvogel uit de familie Polioptilidae (muggenvangers).

## Verspreiding en leefgebied
Deze soort telt  7 ondersoorten:
- P. p. anteocularis: centraal Colombia.
- P. p. plumbiceps: noordoostelijk en oostelijk Colombia en noordelijk Venezuela.
- P. p. innotata: van oostelijk Colombia tot centraal Guyana en noordelijk Brazilië.
- P. p. plumbea: Suriname, Frans-Guyana en noordelijk Brazilië.
- P. p. atricapilla: noordoostelijk Brazilië.
- P. p. parvirostris: oostelijk Ecuador, noordoostelijk Peru en noordwestelijk Brazilië.
- P. p. maior: noordelijk Peru.